# Calling (álbum de Kobukuro)
Calling é o oitavo álbum de estúdio da banda Kobukuro, lançado em 5 de agosto de 2009. O álbum alcançou a primeira colocação no ranking semanal da Oricon onde permaneceu por duas semanas.

## Faixas[1]
1. Sayonara HERO (サヨナラ HERO)
2. Koigokoro (恋心)
3. To calling of love
4. Niji (虹)
5. STAY
6. Tenshitachi no Uta (天使達の歌)
7. FREEDOM TRAIN
8. Summer rain
9. Sunday kitchen
10. Kamikaze (神風)
11. Betelgeuse (ベテルギウス)
12. Toki no Ashioto (時の足音)
13. Akai Ito (赤い糸)